# Sisowath Monivong
Preah Bat Sisowath Monivong (27 décembre 1875 - 24 avril 1941) est roi du Cambodge de 1927 à sa mort.

## Biographie
Quatorzième fils du roi Sisowath, il naît à Phnom Penh en 1875, à une époque où, depuis Oudong - alors capitale du pays -, son oncle le roi Norodom Ier a été placé sous la tutelle du protectorat français.
En 1884, alors que les Français ont conquis le Laos et occupé le Vietnam, le Siam subit une défaite militaire mais bénéficie d’un accord franco-anglais qui l’érige en État tampon entre les deux puissances coloniales, ce qui lui permet d’échapper à une occupation. Toutefois, la famille royale doit quitter Oudong pour s’installer à Phnom Penh, devenue la nouvelle capitale et où réside déjà Sisowath Monivong.
En 1904, son oncle meurt, et son père, le prince Sisowath, accède au trône. En 1906, Monivong accompagne son père en France , mais restera en métropole afin de suivre une formation militaire.
Sorti de Saint-Maixent en 1908 avec un grade de sous-lieutenant, il est affecté au 126e régiment de ligne à Brive, avant de rejoindre le 2e régiment de la légion étrangère à Saïda en Algérie, qu'il quitte en 1927 avec le grade de capitaine. Le 2 février 1909, dans une lettre adressée à Louis Paul Luce, résident général à Phnom Penh, et à Antony Klobukowski, gouverneur général de l'Indochine française, Sisowath fait part de son désir de voir son fils Monivong lui succéder, après que son frère Sisowath Essaravong l'héritier présomptif ne décède deux ans avant, en 1907[réf. nécessaire]. Si dans un premier temps, les protecteurs souhaitent plutôt appuyer un descendant de Norodom, ils se rangeront finalement au souhait du roi.
Ainsi, quand le monarque décède, et sachant qu'on prêtait au principal candidat Norodom, le prince Sutharot, des affinités avec les milieux nationalistes, on penche tout naturellement pour Monivong, l'aîné des fils encore en vie du roi défunt, qui abandonne son ambition de devenir le premier général asiatique de l’armée française pour accéder au trône le 9 août 1927.
Comme son père, il s'efface devant l’administration coloniale française, où l’essentiel du pouvoir est entre les mains du résident général. Le roi est toutefois entouré d'un conseil composé de ses cousins : Sisowath Rathary (père de Sisowath Sirik Matak), Sisowath Vatchayavong, Norodom Singhara, Norodom Suramarit et Norodom Phanouvong.
C’est sous son règne que le Cambodge s’ouvre aux influences communistes extérieures. Le 3 février 1930, le Vietnamien Hô Chi Minh fonde le Parti communiste indochinois, qui devient très vite populaire au Cambodge. Les premiers communistes cambodgiens ont alors comme but principal de chasser les Français.
En 1940, quand la France doit capituler devant l’Allemagne nazie, le gouvernement de Vichy obtient de conserver l’administration de l’empire colonial français, dont le Cambodge. Toutefois, à la fin de 1940, c’est un Monivong impuissant qui assiste aux incursions japonaises au Viêt Nam. Finalement, l'empire du Japon envahit et occupe le Cambodge au début de 1941, mais il maintient en place l’administration coloniale, se contentant de la superviser. Le roi khmer rend alors compte aux Français, qui à leur tour rendent compte aux Japonais. De son côté, la Thaïlande, alliée du Japon, réinvestit les provinces occidentales de Battambang et Siem Reap, qu’elle a dû restituer en 1907. Comme l’oppression japonaise et thaïe devient de plus en plus évidente, Sisowath Monivong se retire à Kampot, où il meurt le 22 avril 1941.
Sa jeune concubine, Roeung, est la cousine de Saloth Sâr, le futur Pol Pot.
Bien que son fils Sisowath Monireth apparait comme l’héritier naturel au trône, les autorités françaises lui préfèrent le fils de sa fille, Norodom Sihanouk, 19 ans, à la fois arrière-petit-fils du roi Norodom Ier par son père et de Sisowath par sa mère. Certains prétendent aussi que l’administration coloniale escomptait également que le jeune prince soit plus docile que son oncle.
Il est incinéré et ses cendres sont transférées le 3 novembre 1941 dans un stūpa de la nécropole royale à Oudong.

## Descendance
Le roi Sisowath Monivong a 16 épouses et 24 enfants :
1. de son union avec la reine Norodom Kanviman Norelak Tevi :
  1. la princesse Sisowath Thavet Ruongsy Nearivong (30 mars 1899 - 1975)
  2. la princesse Sisowath Kossamak (9 avril 1904 - 28 avril 1975)
  3. le prince Sisowath Monireth (25 novembre 1909 - 1975)
  4. le prince Sisowath Monipong (25 août 1912 - 31 août 1956)
2. de son union avec la princesse Sisowath Sisoda :
  1. la princesse Sisowath Sodaruonsi (13 novembre 1903 - 1975)
3. de son union avec Kim Ho :
  1. le prince Sisowath Monicheat (8 octobre 1922 - 1975)
4. de son union avec Sowathchhom Norleak Meakh :
  1. le prince Sisowath Kussarak (21 mai 1926 - 1975)
5. de son union avec Norleak Bavar Saokhon :
  1. le prince Sisowath Pongdarak (31 juillet 1928 - 1975)
6. de son union avec Anong Leakhana Ban Yen :
  1. le prince Sisowath Vongmoni (22 février 1929-1975)
7. de son union avec Bopha Norleak Tat:
  1. la princesse Sisowath Monikessan (6 avril 1929 - 1946)
  2. la princesse Sisowath Samanvorapong (13 avril 1931 - 1975)
  3. le prince Sisowath Vongchivan (15 juin 1933 - 1970)
  4. le prince Samdech Sisowath Chivanmonirak (1er février 1936 - 2016)
8. de son union avec Kessar Meali Nat :
  1. la princesse Sisowath Pongsanmoni (26 juin 1929 - 1974)
  2. le prince Sisowath Monileakhana (11 juin 1931 - 1971)
9. de son union avec Neary Kessar Trayang Yem:
  1. la princesse Sisowath Rinmoni (8 janvier 1930 - 1984)
  2. le prince Sisowath Monichivan (29 octobre 1932 - 1975)
10. de son union avec Nearin Ketsan Ol :
  1. le prince Sisowath Rothmoni (2 janvier 1931 - 1975)
11. de son union avec Bavar Meali Phieng:
  1. la princesse Sisowath Samanrak (9 mai 1930 - 1975)
12. de son union avec Neary Bopha Pheap :
  1. la princesse Sisowath Sopheap Neary (3 octobre 1931 - 1975)
13. de son union avec Kanin :
  1. la princesse Sisowath Phuongmoni (16 avril 1932 - 1975)
14. de son union avec Chhavi Kessar Samoo :
  1. la princesse Sisowath Lomarkessar (3 octobre 1932 - 2006)
15. de son union avec Mam Duong Monirak Ous :
  1. le prince Sisowath Duong Chivin (21 mai 1933 - 1975)
16. de son union avec Nearisisaman Neary :
  1. la princesse Sisowath Nearibonga (10 septembre 1935 - 2022)

## Hommages
Nommés en son honneur :
- le boulevard Monivong ;
- le pont Monivong.

## Sources
- (fr) Lycée Preah Monivong de Battambang
- (fr) Les rois et la Maison royale du Cambodge

- (en) Cet article est partiellement ou en totalité issu de l’article de Wikipédia en anglais intitulé « Sisowath Monivong » (voir la liste des auteurs).